# Никитаева, Елена Викторовна
Еле́на Ви́кторовна Никита́ева (род. 3 ноября 1976 года, Ставрополь, Ставропольский край, СССР) — российская певица, автор-исполнитель, поэтесса, композитор.
Начинала как сольная певица ещё в середине 1990-х, впоследствии основала коллектив под названием «Партизанское Радио». В настоящее время поёт сольно.

## Биография

### Ранние годы
Елена родилась 3 ноября 1976 года в городе Ставрополь, в семье военного врача. Писать песни Елена начала в детстве. Впервые со своими собственными песнями вышла на сцену в возрасте 13 лет в городе Санкт-Петербург.
Первой же публичной попыткой заявить о себе стало исполнение в передаче Юрия Николаева "Утренняя Звезда" песни собственного сочинения «Четыре стены».
На этом конкурсе Елена становится лауреатом, победителем сезона.

## Творчество

### Музыкальная карьера
Выступление не осталось незамеченным, был предложен контракт. Дебютная пластинка практически была готова, но не была реализована из-за разразившегося в 1998 году кризиса. Альбом был фактически уничтожен. Продюсер отказался от дальнейшего сотрудничества, именно тогда Елена решила, что должна продвигать себя сама.
До лета 2000 года на студии в городе Видное были записаны около десяти песен, гитаристом выступил Алексей Медведев из коллектива «Х.. Забей».
Летом 2000 года через Сергея Суворова (звукорежиссёра Ольги Арефьевой) Елена Никитаева знакомится с музыкантами из Видного: бас-гитаристом Владимиром Цветковым, участвовавшим ранее в рэп-коллективе «Палата № 6», и Львом Костандяном, экс-ударником Найка Борзова и участником «Х.. Забей». Чуть позже к ним присоединяется гитарист Вячеслав Кузнецов из группы «Свободное поселение». Во время одной из репетиций появляется название «Партизанское Радио». Спустя некоторое время группа начинает выступать в московских клубах.
В 2001 году в состав коллектива входит Павел Корнеев, известный по сотрудничеству с Найком Борзовым.
Зимой 2001 года «Партизанское Радио» становится лауреатом Московского областного рок-фестиваля «Хит-2001».
Песни группы попадают в эфиры радиостанций («Радио 1», «Юность»). В 2002 году компания Sony music (Россия) выпускает саундтрек к новому фильму Алексея Балабанова «Война», куда песня «Холостые пули» «Партизанское Радио» вошла вместе с песнями таких известных артистов, как «Сплин», «Би-2», Вячеславом Бутусовым и другие. Причем Елена песню предложила сама.
Благодаря точно такой же самораскрутке в «Чартову дюжину» «Нашего Радио» попадает песня «Пистолет», в которой поднимается до 4 места. Эта же песня включена в сборник «Нашествие. Шаг 12».
Коллективу предложено выступить на «Нашествии», где группа так и не выступила, распавшись вследствие накопившихся творческих разногласий.
После распада коллектива Елена Никитаева решает петь сольно.

## Студийный альбом
В 2004 году на студии «Никитин» выходит дебютный альбом под названием «Феникс». Пластинка поддержана Нашим Радио, «Сигаретное танго» ещё весной 2004 года было включено в «Нашествие. Шаг 15».
Песни с пластинки также попадают в сборники 2004 года «Роковой девичник», «Хит-парад 20. Рок», «Хит-парад 20. Рок. Часть 2» и «Рок-баллады» (все выпущены в 2004 году на студии «Никитин»).
В 2006 году лейблом MP3tone выпущена пластинка под названием «Дневник».
Позднее на студии RMG выходит mp3-коллекция, в которую, кроме «Феникса» и «Дневника», включены все записи с 1994 по 2006 годы.
В апреле 2008 года журналист и издатель Александр Житинский выпустил книгу стихов Елены Никитаевой под названием "Яблочная Королева" в издательстве «ГЕЛИКОН ПЛЮС» (Санкт-Петербург).

## Другие проекты
12 октября 2010 года состоялся интернет-релиз нового альбома Елены Никитаевой — «Китлали».
В 2011 году Елена Никитаева выступила автором музыки и текста романса к популярнейшему сериалу «Институт благородных девиц».
В результате романс, написанный Еленой и спетый героиней сериала, Соней Горчаковой, завоевал большой успех у аудитории.
С середины сентября 2014 года в эфире телеканала «Россия-1» четыре песни Елены Никитаевой — «О смерти», «Не верь», «Птенец» и «Борюсь» — звучат в новом сериале кинопродюсера Юрия Беленького «Сердце Звезды». Песни Елены в сериале исполнила участница телешоу «Голос» Анна Александрова.
В марте-апреле 2015 года Елена Никитаева написала и записала на студии новый сингл под названием «Игра». Аранжировщиками выступили музыканты Георгий Тарадайкин и Сергей Варламов (группа WOLLTZ). Саунд-продюсирование, сведение и мастеринг выполнены Сергеем Варламовым на Varlamov Studio.
15 апреля 2022 года на всех интернет-площадках выходит первый сингл певицы и автора песен после длительного творческого молчания.
Название сингла—ПРО ЛЮБОВЬ.
Планируется серия синглов, затем альбом.

## Дискография

### Студийные альбомы
- 2004 — «Феникс»
- 2006 — «Дневник»
- 2010 — «Китлали»

### Мини-альбомы
- 1996 — «Четыре стены» (ранний EP, выпущен не был)

### Синглы
- 2006 — «Яблочная королева»
- 2007 — «Север»
- 2017 — «Игра»

### Компиляции
- 2006 — «Елена Никитаева. MP3 коллекция»

### Саундтреки
- Песня «Холостые пули» (записана в составе «Партизанского Радио») — саундтрек к фильму Алексея Балабанова «Война».
- Песня «Романс Софьи» — саундтрек к сериалу «Институт благородных девиц».
- Песня «О смерти» — сериал «Сердце Звезды».
- Песня «Птенец» — сериал «Сердце Звезды».
- Песня «Борюсь» — сериал «Сердце Звезды».
- Песня «Не верь» — сериал «Сердце Звезды».

### Другие проекты
Помимо материала собственного сочинения принимала участие в записи следующих пластинок:
- «Рок-н-ролл надувает наши паруса», 2004 (сборник песен коллектива «Тринадцатое Созвездие» и дружественных артистов);
- «Тринадцатое Созвездие» — «А на нашей улице весна!», 2005;
- Александр Шульгин — «Представление», песня «Одноразовая любовь», 2005;
- Дмитрий Чернусь — «Он», песня «Это мы!», 2005;
- «Приключения Электроников» «А ну-ка, девушки!», трек «Делу время», 2006;
- «Мельница», альбом «Дикие травы», дуэт «Шаман», 2009.